# تروهيتو ناكاغاوا
تروهيتو ناكاغاوا (باليابانية: 仲川 輝人) (27 يوليو 1992 في كاناغاوا في اليابان – )؛ هو لاعب كرة قدم ياباني سابق كان يلعب كمهاجم.

## وصلات خارجية
- تروهيتو ناكاغاوا على موقع رابطة كرة القدم اليابانية للمحترفين (اليابانية)
- تروهيتو ناكاغاوا على موقع إي إس بي إن إف سي (الإنجليزية)
- تروهيتو ناكاغاوا على موقع قاعدة بيانات كرة القدم.إي يو (الإنجليزية)
- تروهيتو ناكاغاوا على موقع ناشيونال فوتبول تيمز (الإنجليزية)
- تروهيتو ناكاغاوا على موقع Soccerbase.com (لاعب) (الإنجليزية)
- تروهيتو ناكاغاوا على موقع Soccerway.com (الإنجليزية)
- تروهيتو ناكاغاوا على موقع عالم كرة القدم.نت (الإنجليزية)
- تروهيتو ناكاغاوا على موقع كووورة